# Brieva (Àvila)
Brieva és una localitat espanyola que forma part del municipi d'Àvila, a la província d'Àvila, comunitat autònoma de Castella i Lleó. A Brieva hi ha el centre penitenciari d'Àvila.

## Demografia
Evolució de la població
| Gràfica d'evolució de Brieva entre 2003 i 2017 |
|                                                |